# École nationale supérieure d'architecture de Bretagne
L’École nationale supérieure d'architecture de Bretagne (ENSAB) est un établissement public d'enseignement supérieur à caractère administratif situé à Rennes en France. Elle est placée sous la co-tutelle du ministère de la Culture et de la Communication (direction de l'Architecture et du Patrimoine) et du ministère de l'Enseignement supérieur et de la Recherche. C'est l'une des vingt écoles publiques qui dispensent un enseignement supérieur de l'architecture en France.

## Historique
Cet établissement est la plus ancienne école d'architecture de province après  celle de Rouen
Créée en 1795, l'école de dessin est abritée dans une caserne près du musée des Beaux-Arts de Rennes. En 1818, l'école est citée dans l’Annuaire de Rennes, indiquant que l'on y dispense des cours de dessin, peinture et sculpture. Les cours ont été pendant longtemps donnés le soir et le dimanche à des amateurs et à des artisans et ouvriers désireux de se perfectionner et d'apprendre également le dessin industriel. Cette école devient rapidement l'école municipale de peinture, de sculpture et de dessin. Eusèbe Girault de Saint-Fargeau, en 1838 dans le cinquième tome de son livre Guide pittoresque du voyageur en France, signale : « le cours gratuit d'architecture et de dessin linéaire » 
Le 10 août 1881, le ministère de l'Instruction publique signe une convention avec l'école des beaux-arts et Edgar Le Bastard, maire de la ville de Rennes. L'école prend alors le nom de d'école régionale des beaux-arts de Rennes. L'État prend en charge les frais de fonctionnement, approuve les programmes d'études et contrôle les enseignants par des inspections régulières. L'école ouvrit en 1885 un poste de professeur de mathématiques et d'architecture qui fut confié à Georges Créchet, et incluant la stéréotomie, ainsi que la géométrie descriptive
L'école est logée à la halle aux toiles. Ces deux écoles, les beaux-arts et l'école d'architecture, installées dans les combles du Palais du commerce comme le rappelle Jean Janvier ancien maire de Rennes, sont transférées dans l'aile ouest de l'hôtel des Postes et prennent leurs quartiers en 1911 dans l'ancien couvent des sœurs de la Visitation de Sainte-Marie de Rennes.
La rue Hoche est percée en 1890 sur un terrain appartenant aux religieuses, à la suite de longues négociations avec la supérieure de la communauté. En 1908, cette congrégation religieuse est dissoute et la Ville de Rennes rachète les immeubles de la communauté. La chapelle et les bâtiments du sud reçoivent le conservatoire de musique et de déclamation. L'école régionale des beaux-arts et d'architecture reçoit les bâtiments au nord de la chapelle. 
L'ancienne chapelle des sœurs, accolée à la grande chapelle est aménagée pour y dispenser les cours sur l'histoire de l'art. Les cours du soir sont donnés dans les salles du rez-de-chaussée ; les cloîtres sont décorés de moulages d'antiques et de classiques, tandis que la cour dite cour du Pommier, plantée d'arbustes, accueille en dépôt les vestiges archéologique de la ville.
Dans les anciennes cellules des sœurs, au premier étage, sont aménagés les ateliers de modelage et de peinture, où sont déposés les modèles en plâtre. Au-dessus de l'ancienne chapelle des sœurs est installé le grand amphithéâtre de dessin. La bibliothèque est logée à côté de l'amphithéâtre.
À cette époque, les cours des jeunes filles, situés au second étage du pavillon jouxtant le cloître, sont séparés des cours des garçons par des entrées distinctes. L'école d'architecture prend possession du second étage.
Dans le jardin est construit un nouveau bâtiment servant à l'atelier de sculpture pratique.
Entre 1885 et 1905, l'école ne compta que cinq lauréats en architectures dont nous connaissons les noms:
- Promotion :
  - 1886 :Pierre-François Bossard (1868-19..), élève de Charles Lenoir[Note 3] , [4]
  - 1888 : Joseph Durand (1869-1925), élève à l'ENSBA de Gustave Adolphe Gerhardt (1843-1921), et Gaston Redon[5].
  - 1889 : César Mancel (1868-19..) admis à l'ENSBA la même année, atelier de Jean-Louis Pascal (1837-1920)[6]
  - 1896 : Georges Rual (1876-19..), élève à Rennes d'Emmanuel Le Ray
  - 1900 : Pierre Regnault (1881-1933), élève de 1898 à 1900, puis à l'ENSBA[7].

Refondée en 1905 elle s'appelle alors École Régionale d'Architecture de Rennes, et était rattachée à l'École des beaux-arts de Paris dont elle fut séparée par le décret du 6 décembre 1968
En 1978, les écoles d'architecture  passèrent alors de la tutelle du Ministère de la Culture à celle du Ministère de l'Équipement, et en 1984, l'école s'appelle École d'Architecture de Bretagne
Le 10 mars 1986, elle est dotée devient du statut d'établissement public, qui lui confère l'autonomie d'établissement d'enseignement supérieur régional.
En 1995, les vingt écoles d'architecture sont à nouveau placées sous la tutelle du ministère de la Culture et de la Communication.
L'établissement est installé depuis 1990 dans des locaux conçus par l'architecte Patrick Berger

## Architecture
L'école a été implantée en 1990 dans le bâtiment conçu par l'architecte Patrick Berger, à proximité du centre-ville de Rennes, sur une parcelle triangulaire bordant le canal d'Ille-et-Rance au nord et par l'Ille au sud-ouest. Il est conçu pour accueillir 450 élèves (1 amphithéâtre de 100 places, 1 salle de cours de 90 places, 2 petites salles de 50 places chacune et une salle des diplômes de 60 places).
La construction des locaux actuels de l'école (surface utile : 4 150 m2) prend en compte un bâtiment ancien surplombant le boulevard de Chezy et crée une extension en bord de rivière. De l'ancienne usine construite en 1884, Patrick Berger a conservé le bâtiment administratif et deux pavillons d'entrée bordant la cour du canal. Il y installe l'administration et la bibliothèque. Ces éléments forment la base de la composition architecturale, et il utilise habilement de la symétrie, du décentrement et de l’articulation complexe des espaces.
Sur la pointe de la parcelle se trouve un jardin soutenu par un mur de granit massif qui cache l'entrée du parking souterrain. La salle des diplômes est encastrée à l'extrémité du mur sud dans le prolongement de l'atelier. Son plan carré est enfermé dans une rampe en béton qui mène à la terrasse sur le toit. L'intérieur est entièrement en bois, éclairé par une ouverture au sommet et une porte vitrée donnant sur la rivière.
Le bâtiment des ateliers accompagne les courbes d'Ille. Il est construit en bois avec des refends en béton brut de huit mètres de haut, reposant sur un socle en granit où se trouve le parking. Le calepinage du revêtement d’iroko, dans des cadres en laiton, lui donne toute sa rigueur. Chaque atelier reprend les mêmes modules. Ils sont desservis par un couloir vitrés. Les portes opaques sont encadrées de fines baies vitrées qui laissent passer le regard. Une fois à l'intérieur, la lumière joue entre de larges baies vitrées donnant sur le fleuve, l’ouverture zénithale et les petites baies qui s’entrouvrent vers le bâtiment XIXe à partir de la mezzanine. L'extérieur du bâtiment a été entièrement rénové en 2018.
A l'opposé de la salle des diplômes, accolée au bâtiment administratif, l'atelier maquettes, vitrée sur trois côtés, illustre le plan libre avec son toit et sa charpente en bois reposant sur quatre poteaux métalliques en retrait.
Le grand hall asymétrique en rupture par rapport au bâtiment du XIXe siècle, décentre la composition symétrique du projet. Il est relié au bâtiment des ateliers, avec six ateliers à gauche et quatre à droite. Il s'y insère par deux salles de cours qui encadrent une baie vitrée donnant sur la rivière. La rampe permet de rattraper le niveau de l'atelier, surélevé du fait du parking. 
Sa façade ouest et son rez-de-chaussée est, sont entièrement vitrés, les parois laissent filer le regard sur le projet. Le toit, soutenu par quatre poteaux, permet de suspendre le double mur à l'intérieur duquel vient se glisser un escalier et sur lequel s'accroche une passerelle. Le porte-à-faux est repris par un portique en béton qui encadre la paroi vitrée à l'opposé.
Déclinant le bois, le béton et le granit, Patrick Berger privilégie la sobriété de l'écriture pour mettre en évidence la matière et la lumière. Ses projets se sont ralentis par la séparation des éléments tectoniques, revendiquant ainsi une architecture sobre.

## Enseignement
Le cursus de base est classiquement organisé en un cycle licence de 3 ans, un cycle master de 2 ans et un cycle doctorant de 3 ans. L'ENSAB propose un double cursus d'architecte ingénieur en partenariat avec l'Institue National des Sciences Appliquées (INSA) de la L1 à au M2. Ainsi qu'un double cursus architecte urbaniste : Maîtrise  d'Ouvrage Urbaine et Immobilière (MOUI), proposer aux élèves architectes à partir du niveau master et en partenariat avec l'Université Rennes 2.

## Liste des directeurs
- Félix Lafond, (également directeur de l'école des beaux-arts de Rennes depuis 1899) de 1904 à
- Georges-Robert Lefort, de 1935 à 1948
- Albert Hec, succède à Lefort en 1948
- Jean-François Roullin, de 2014 à 2017
- Marie-Christine Renard, de 2017 à 2020
- Didier Briand, depuis 2020

## Enseignants
- Georges Créchet, professeur de mathématiques, architecture, stéréotomie, géométrie descriptive, de 1885 à 1900
- Emmanuel Le Ray, professeur d'architecture (architecte de la ville de Rennes en 1894), de 1900 au 22 août 1921
- Georges-Robert Lefort, professeur d'architecture de 1923 à 1934
- Marcel Guillet, professeur d'architecture à l'école des beaux-arts de Rennes, son atelier est intégré à l'école d'architecture en 1943
- Yves Perrin, succède à Guillet
- Yves Le Moine, professeur de Théorie de 1948
- Jean Monge, chef d'atelier en 1948 jusqu'en 1957
- François Seigneur, professeur d’art de 2004 à 2010
- Bernardo Secchi (it),
- Justin Serrata (es), professeur à partir de 1985
- Michel Kagan, maître-Assistante titulaire 2e classe de 1994 à 1997 [10]
- Jacques Ferrier,